# Mramorac
Mramorac (cyr. Мраморац) – wieś w Serbii, w okręgu podunajskim, w gminie Smederevska Palanka. W 2011 roku liczyła 553 mieszkańców.